# Mauricio Rugendas
Johann Moritz Rugendas, más conocido como Mauricio Rugendas (Augsburgo, Alemania, 29 de marzo de 1802-Weilheim an der Teck, Alemania, 29 de mayo de 1858) fue un pintor y dibujante alemán, conocido por sus registros de paisajes y gente de varias regiones latinoamericanas en la primera mitad del siglo XIX.

## Biografía

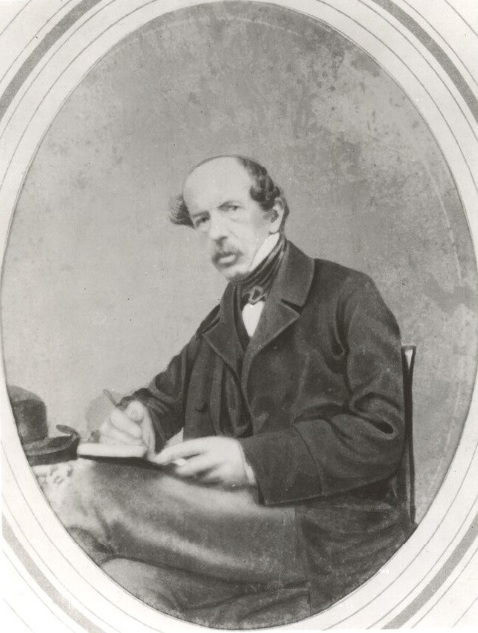
Mauricio Rugendas.

Fue hijo de Johann Lorenz Rugendas, director de la Academia de Artes de Múnich, y de Regina Lachler.
Realizó sus estudios en el Gimnasium de Santa Clara y en la Academia de Múnich, donde se destacó desde niño su aptitud por las artes. Sus maestros fueron su padre y los pintores Albrecht Adam y Lorenz von Quaglio. En 1821 se embarcó en la expedición científica del barón Grigori Ivanovitch Langsdorff, quien requería un dibujante que ilustrara la naturaleza de América del Sur.
Fue uno de los primeros pintores que buscaron la América desconocida y misteriosa para sus contemporáneos europeos. A partir de entonces estuvo en Brasil (1822-1825), Haití (1830), México (1831-1834), Chile (1834-1842), Perú (1842-1845). También visitó Bolivia, Argentina y Uruguay.

### Residencia en Chile 1834-1842
En México, Rugendas había sido encarcelado y desterrado de ese país, acusado de haber conspirado contra el gobierno del general Anastasio Bustamante.
El 1 de julio de 1834 arribó a Chile, donde encontró residencia y fuente de su actividad pictórica hasta 1842.
Asiduo de las tertulias en casa de Isidora Zegers, donde compartió con Mercedes Marín, Juana Toro de Vicuña, Andrés Bello y su hijo Carlos Bello, Rafael Valdés, Claudio Gay y el general Juan Gregorio de Las Heras; asimismo, encontró el amor cuando conoció a Carmen Arriagada, con quien inició un largo romance epistolar.
En noviembre de 1842 llegó al Perú donde permaneció hasta 1845. Luego visitó Argentina y Uruguay y luego volvió a Brasil. En marzo de 1847 arribó a Inglaterra. Más tarde trató de vender sus trabajos en París.

### Regreso a Alemania
En 1848 volvió a Alemania, donde fue pintor de la corte de los reyes Luis I y Maximiliano II de Baviera. Contaba en su producción artística con más de 3000 obras acerca de América, que Luis de Baviera adquirió para el Estado bávaro a cambio de una pensión vitalicia. Estas se conservan en el Staatliche Graphische Sammlung München. Con la sugerencia de Alexander von Humboldt, el rey Federico Guillermo IV le otorgó la orden del Águila Roja, tercera clase.
Se casó con María Sigl en Múnich en 1858, pero el matrimonio no alcanzó a durar un mes, porque Rugendas falleció empobrecido en Weilheim an der Teck el 29 de mayo.

## Obras reconocidas

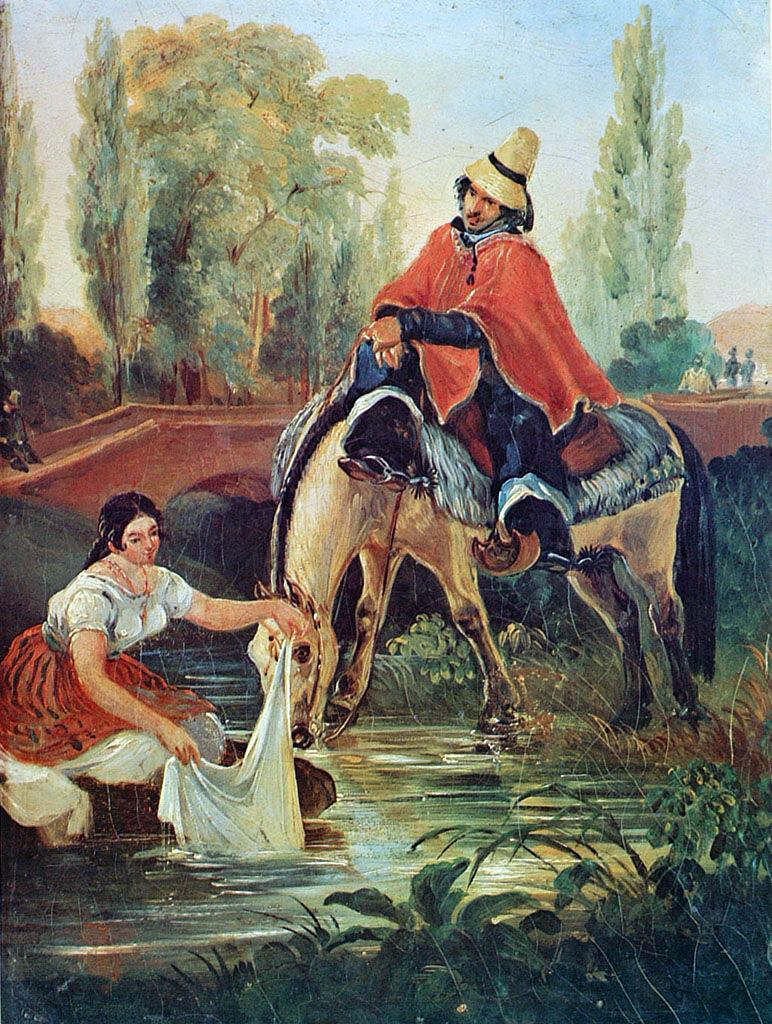
El huaso y la lavandera.
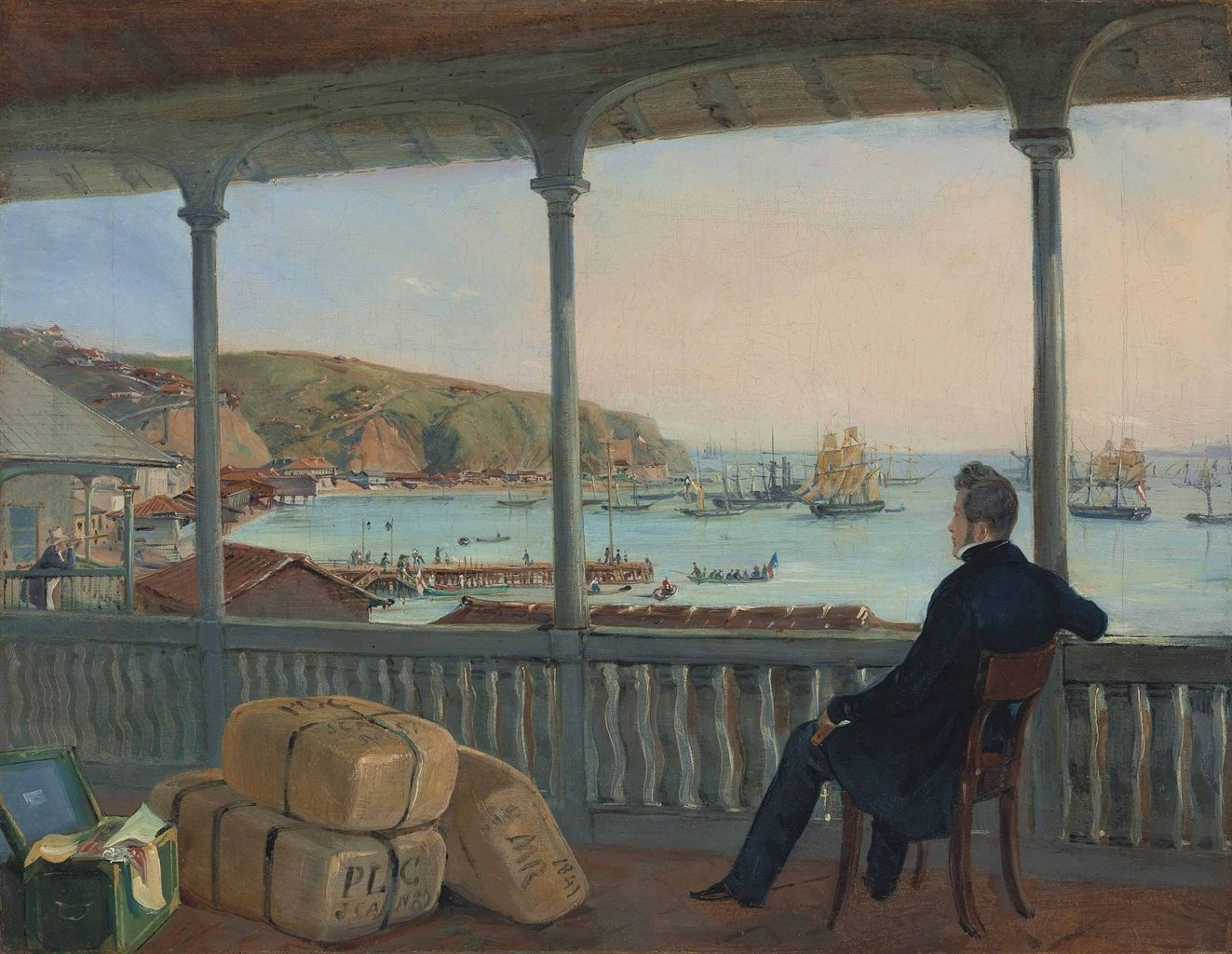
Vista de Valparaíso.
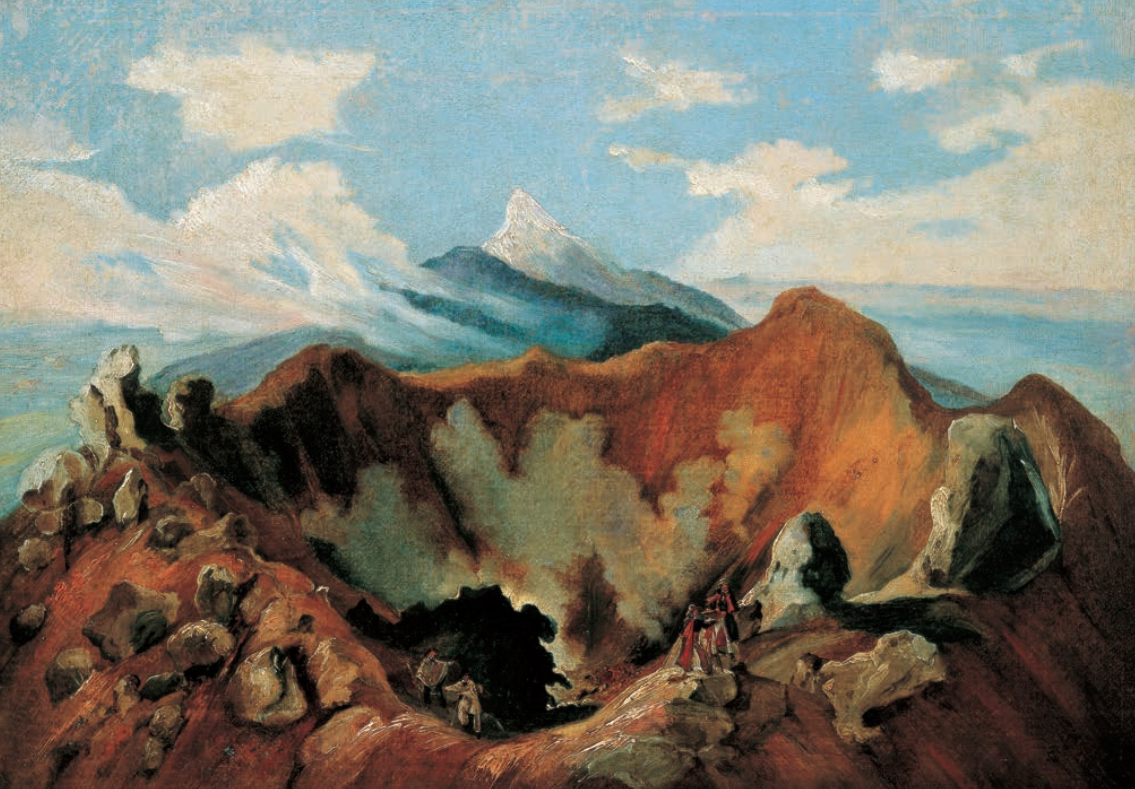
Crater del volcán de Colima.
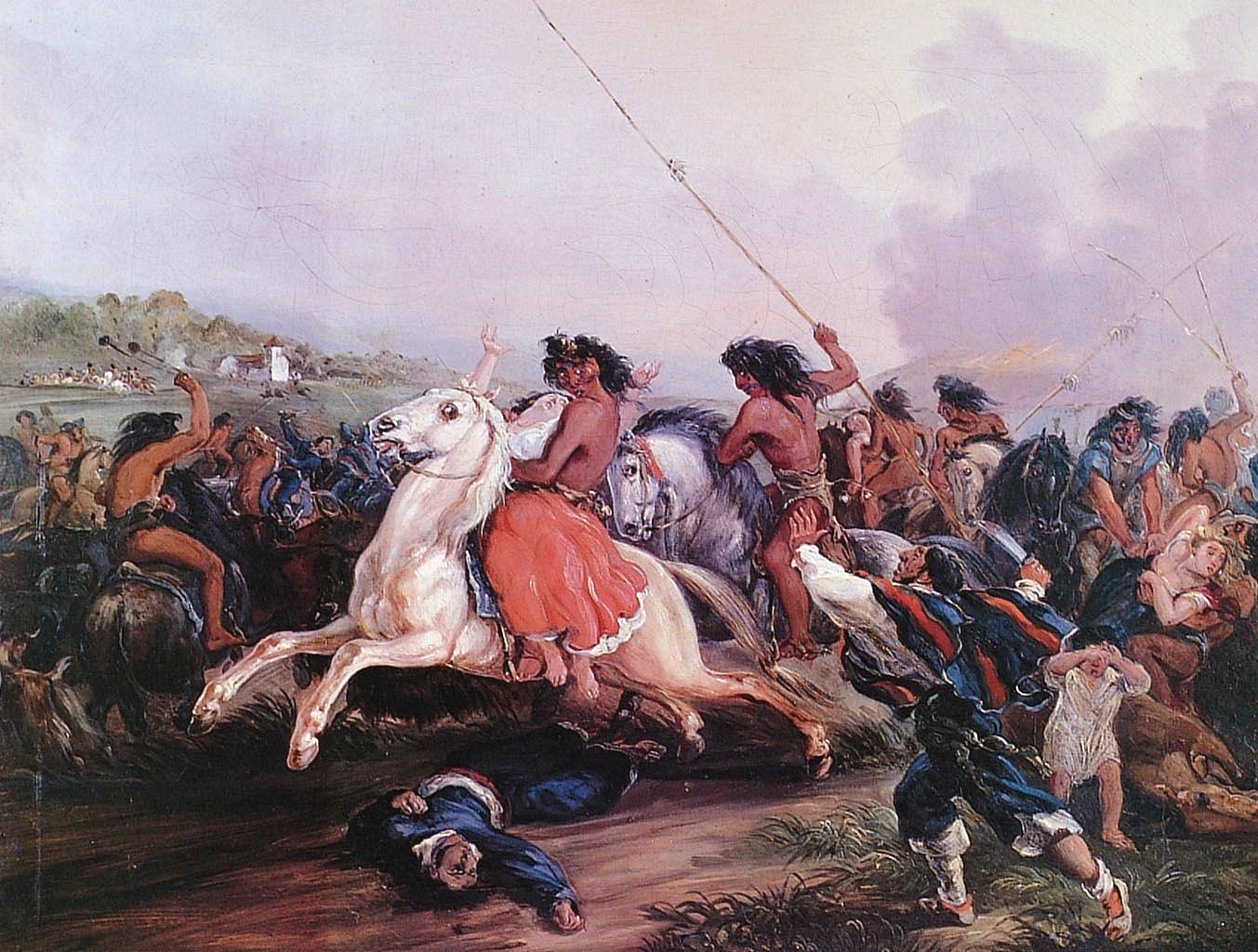
El malón.
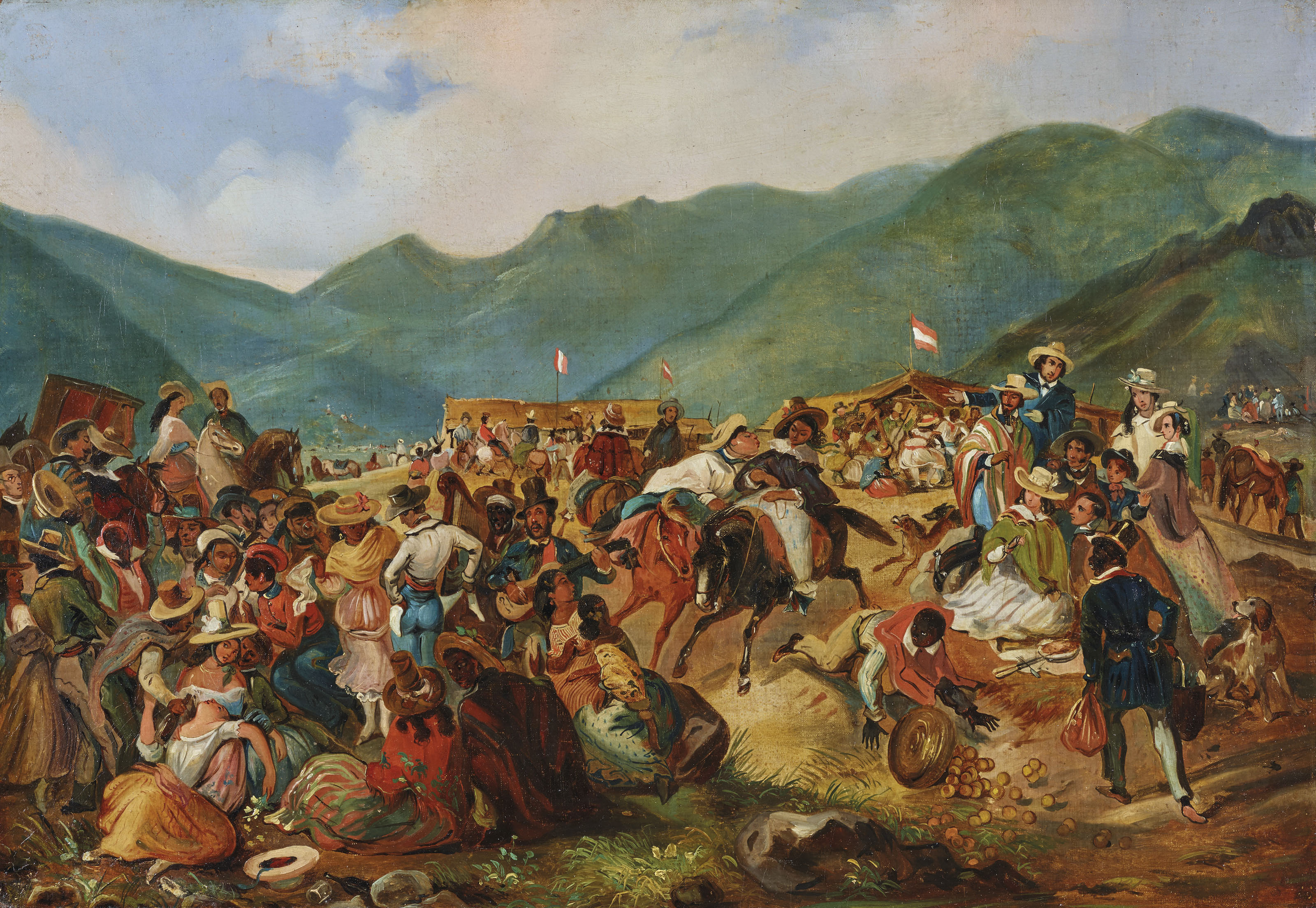
Fiesta de San Juan en Amancaes.